# Burg und Kloster Kuklov
Burg und Kloster Kuklov (deutsch Kugelweid, auch Kuglweit, Kuglwaid) befinden sich drei Kilometer nördlich von Brloh pod Kletí im Blanský les in Tschechien.

## Standort

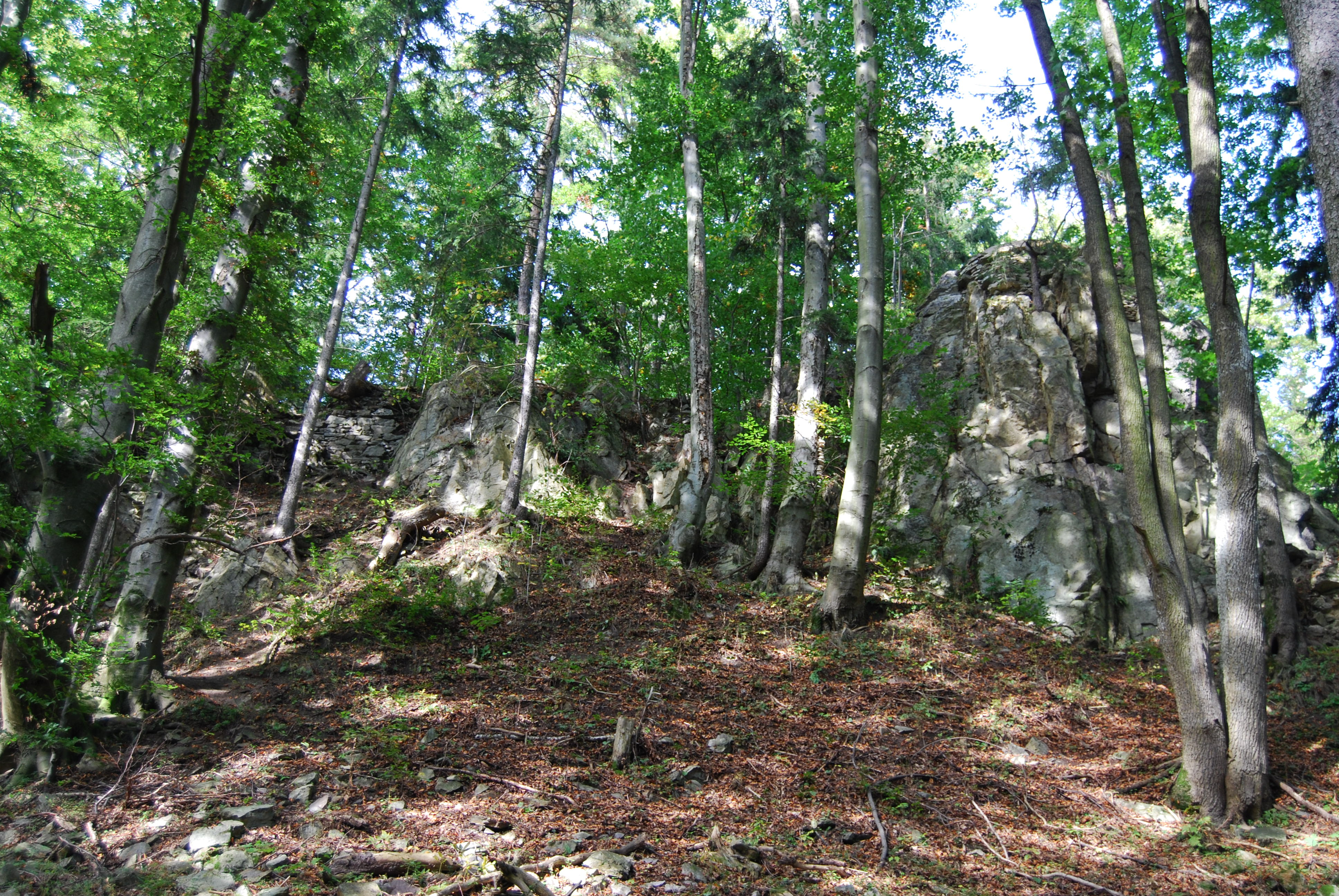
Reste der Burg Kugelweid

Die Feste Kuklov stand auf einer felsigen Erhöhung über dem Tal des Křemžský potok und war von einer rechteckigen Vorburg umgeben. In der Nähe der heutigen Ruine befinden sich auch die Reste des Klosters der Paulaner, das Ende des 15. Jahrhunderts erbaut wurde.

## Geschichte
Die Burganlage wurde um 1357 auf einer bewaldeten Anhöhe erbaut. Auftraggeber war der Vyšehrader Propst und damalige Bischof von Minden Dietrich von Kugelweit (Jetřich Mindenský). Nach seinem Tod 1367 fiel die Anlage an den böhmischen König Karl IV. Während des Aufstandes der böhmischen Adligen gegen König Wenzel IV. 1395 eroberte Heinrich III. von Rosenberg die Burg. Da von ihr aus immer wieder Raubzüge auf die Ländereien der Rosenberger unternommen worden waren, wurde sie von diesen zerstört und nicht wieder aufgebaut.
In der Nähe erbauten um 1495 Eremiten des Ordens der Paulaner, die von Peter IV. von Rosenberg und dessen Bruder Ulrich ins Land gerufen wurden, ein Kloster. Der Bau einschließlich der Kirche des hl. Andreas wurde nicht vollendet, da der Orden das Kloster um 1530 wieder aufgegeben hatte. In der Nähe entstanden nach und nach Siedlungen, eine Brauerei sowie Gutshöfe der Rosenberger, wobei auch Baumaterial aus den Klostergebäuden verwendet worden sein soll. Im Dreißigjährigen Krieg wurden die Reste des Klosters von der schwedischen Armee zerstört.